# Доценко Ірина Борисівна
Доценко Ірина Борисівна — зоолог, відомий український герпетолог, науковий редактор, автор каталогу змій, кандидат біологічних наук, старший науковий співробітник Національного науково-природничого музею НАН України.

## Дослідження в герпетології

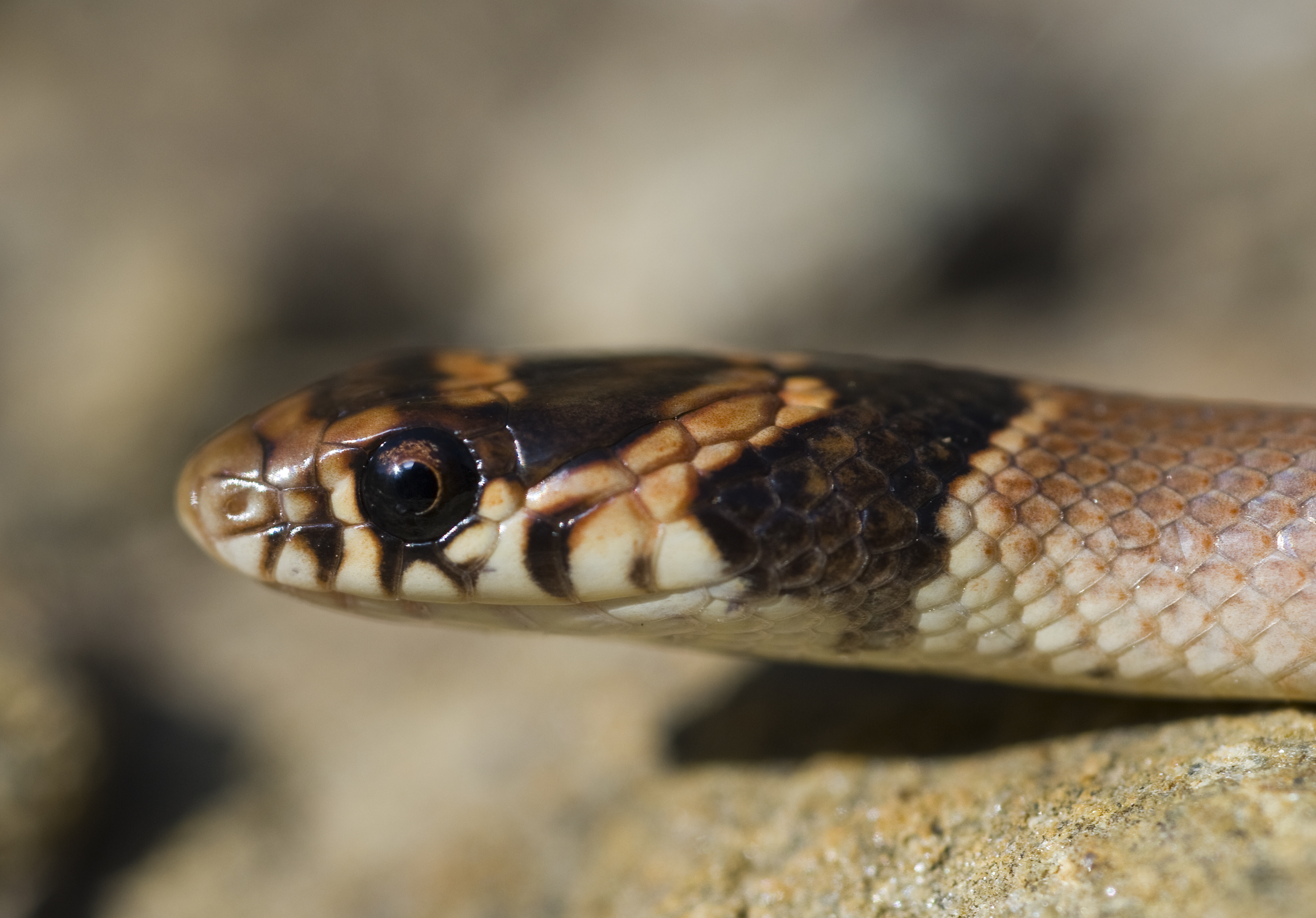
Ейреніс сумирний — вид роду Ейреніс, який був об'єктом дисертаційного дослідження Ірини Борисівни.

Ірина Борисівна — дослідниця плазунів. Вона є ученицею відомого українського герпетолога Миколи Щербака, і свою дисертацію вона підготувала під керівництвом цього науковця. Серед доробків дослідника — вивчення морських змій, огляди герпетофауни Причорномор'я, дослідження партеногенетичних ящірок, інтродукованих в Україні.
Вступила до аспірантури Інституту зоології ім. І. І. Шмальгаузена 1981 р., яку проходила при відділі систематики хребетних і зоомузею, брала участь в низці комплексних експедицій цього відділу до тодішніх республік Середньої Азії і Закавказзя. Дисертацію за темою «Змії роду Eirenis (Serpentes, Colubridae) фауни СРСР і суміжних країн (систематика, поширення, екологія, охорона)» захистила 1986 року.
Є науковим куратором експозиції та фондів рептилій Зоомузею ННПМ.
За результатами опрацювання колекцій плазунів, зібраних у В'єтнамі Миколою Щербаком та його колегами, І. Доценко описала новий для науки вид морських змій — Emydocephalus szczerbaki (Черепахоголов Щербака), який однак інші дослідники згодом звели у синоніми Emydocephalus annulatus.
Протягом 2000—2017 рр. брала участь в різних комплексних експедиціях Зоологічного музею по Україні: в західні області (Карпатський регіон, Середнє Подністров'я), центральні (Черкащина, Полтавщина, Вінниччина), південні (Одещина, Миколаївщина, Запоріжжя, Херсонщина).

### основні праці
Ірина Доценко є автором каталогу змій, що зберігаються у наукових фондових колекціях Національного науково-природничого музею НАН України. Також дослідниця є автором каталогу типових зразків зоологічних таксонів в колекції цього музею:
- Доценко, ИБ. 2003. Каталог коллекций Зоологического Музея ННПМ НАН Украины. Змеи. Киев: ННПМ НАН Украины, 1—85. ISSN 966-02-2886-4
- Доценко, И. Б., И. В. Загороднюк, Л. Г. Манило и др. 2001. Каталог типовых экземпляров зоологического музея / Зоологический музей ННПМ НАНУ; Под ред. Е. М. Писанца. Киев, 1—138. ISSN: 966-02-1519-3[4]

Обкладинка журналу «Збірник праць зоологічного музею», науковим редактором якого є Ірина Борисівна.

Каталог типів у зоологічних колекціях ННПМ: Доценко та ін., 2001

Окрім того, Ірина Борисівна є науковим редактором журналу «Збірник праць зоологічного музею», що є фаховим виданням в галузі біології. Одна зі статей Ірини Борисівни входить в 5-ку найбільш цитованих статей цього видання (2005: «Герпетофауна антропогенных ландшафтов Николаевской и Одесской областей»).

## наукові праці

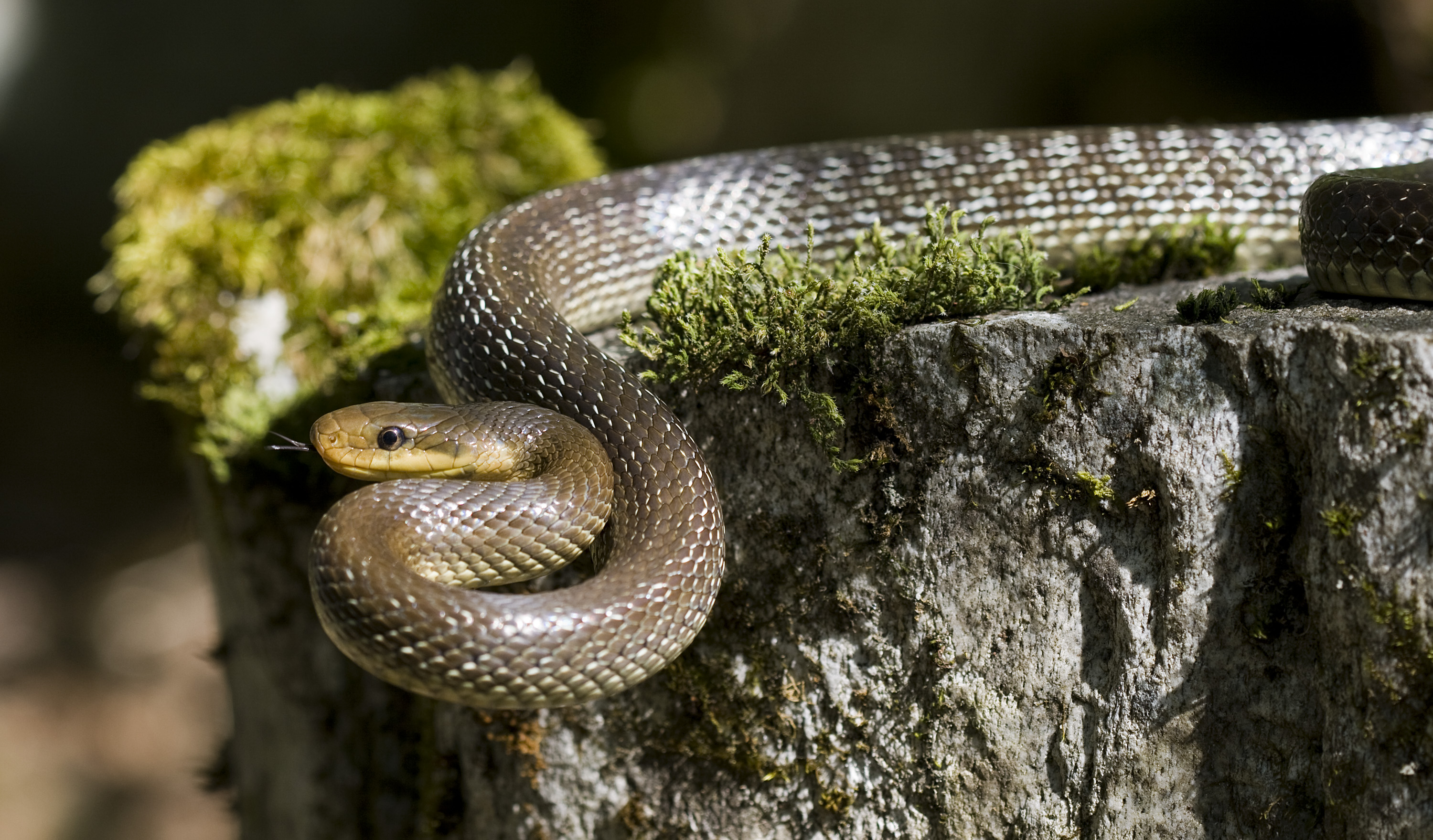
Полоз ескулапів — об'єкт одного з останніх досліджень Ірини Борисівни.

Ірина Борисівна — автор понад 100 наукових праць. Індекс Гірша за версією scholar.google складає h = 4, сума цитувань = 70.
П'ятьмя найцитованішими працями дослідниці є такі її публікації:
- Доценко, ИБ. 2003. Змеи. Киев: ННПМ НАН Украины, 1-85. ISSN 966-02-2886-4. (Серия Каталог коллекций Зоологического Музея ННПМ НАН Украины).
- Доценко, ИБ, Радченко, ВИ. 2005. Герпетофауна антропогенных ландшафтов Николаевской и Одесской областей. Збірник праць зоологічного музею, No. 37: 109—120.
- Dotsenko, IB. 1989. A review of the genus Eirenis (Reptilia, Colubridae). Вестник зоологии, No. 5: 23-29.
- Доценко, ИБ. 2004. О коллекциях рептилий А. А. Браунера в Зоологическом музее ННПМ НАН Украины. Современные проблемы герпетологии и токсинологии, 60-70.
- Доценко ИБ, Песков ВН, Миропольская МВ. 2009. Сравнительный анализ внешней морфологии скальных ящериц рода Darevskia, обитающих на территории Украины, и их видовая принадлежность. Збірник праць зоологічного музею. № 40: 130—142.

Відомими працями останніх років (2014—2017) є такі:
- Доценко, ИБ. 2017. Памяти Евгения Максимовича Писанца (1949—2016). Современная герпетология, 17 (1-2): 75-80.
- Доценко, ИБ, РК Мельниченко, МИ Демидова 2016. Особенности биологии и факторы расселения партеногенетических скальных ящериц рода Darevskia (Reptilia, Lacertidae) интродуцированных в Житомирской области Украины. Збірник праць зоологічного музею, № 47: 41-50.
- Доценко, ИБ. 2014. Анализ распространения и биологии морских змей рода Emydocephalus (Elapidae) в связи с находкой нового вида этого рода в водах Вьетнама. Праці Українського герпетологічного товариства, № 5: 29-37.
- Доценко, ИБ, АК Викирчак, МВ Дребет. 2014. Новые находки эскулапова (лесного) полоза Zamenis longissimus (Laurenti, 1768) и рекомендации по его охране на территории Украины. Збірник праць зоологічного музею, № 44: 123—133.
- Доценко, ІБ. 2014. Герпетокомплекси Середнього Придністров'я: стан вивчення, роль в екосистемах та проблеми і методи збереження. Наукові засади природоохоронного менеджменту екосистем Каньйонового Придністров'я. Матеріали І міжнар. наук.-практ. конф. Ліга-Прес, 115—122.